# Someday at Christmas
Albums de Stevie Wonder
I Was Made to Love Her
(1967) Eivets Rednow
(1968)
Singles
1. Someday at Christmas
Sortie : 22 novembre 1966
2. What Christmas Means to Me
Sortie : Novembre 1971

Someday at Christmas est le huitième album studio de Stevie Wonder, sorti en 1967 chez Motown Records (Tamla) et produit par Henry Cosby. C'est le premier album de Nöel de Wonder, qui dans sa version initiale, contient douze chansons dont plusieurs classiques de Noël tels que l'Ave Maria de Franz Schubert ou L'Enfant au tambour. 
Il s'agit du troisième disque de Noël produit par la Motown, après Christmas with The Miracles (en) de The Miracles en 1963 et Merry Christmas (en) de The Supremes en 1965 (auquel Wonder empruntera le titre Twinkle Twinkle Little Me).  
À sa sortie, Someday at Christmas est un échec, ne perçant dans aucun classement du Billboard. Il est toutefois régulièrement réédité, notamment en 2004 dans la collection 20th Century Masters où il est agrémenté de deux chansons des auteurs Ron et Aurora Miller et atteint la 28e position du classement Top Holiday Albums. 

## Versions

### Someday at Christmas
Produit par Henry Cosby, la plupart des chansons sont enregistrées à Détroit durant l'été 1967, avec des arrangements de Wade Marcus (en) et David Van De Pitte (en). 
L'album sort le 27 novembre 1967 chez Tamla (référence T281).
| 1. | Someday at Christmas      | Ron Miller, Bryan Wells                                      | 2:47 |
| 2. | Silver Bells (en)         | Jay Livingston, Ray Evans                                    | 2:16 |
| 3. | Ave Maria                 | Franz Schubert                                               | 3:51 |
| 4. | The Little Drummer Boy    | Katherine Kennicott Davis, Henry Onorati, Harry Simeone (en) | 3:01 |
| 5. | One Little Christmas Tree | R. Miller, B. Wells                                          | 2:40 |
| 6. | The Day That Love Began   | R. Miller, Deborah Wells                                     | 3:29 |

| Face B | Face B                       | Face B                                          | Face B | Face B | Face B | Face B | Face B | Face B | Face B |
| No     | Titre                        | Auteur                                          | Durée  |        |        |        |        |        |        |
| ------ | ---------------------------- | ----------------------------------------------- | ------ | ------ | ------ | ------ | ------ | ------ | ------ |
| 1.     | The Christmas Song           | Mel Tormé, Robert Wells (en)                    | 3:01   |        |        |        |        |        |        |
| 2.     | Bedtime for Toys             | R. Miller, Orlando Murden                       | 3:21   |        |        |        |        |        |        |
| 3.     | Christmastime                | Sol Selegna                                     | 2:29   |        |        |        |        |        |        |
| 4.     | Twinkle Twinkle Little Me    | R. Miller, William O'Malley                     | 3:06   |        |        |        |        |        |        |
| 5.     | A Warm Little Home on a Hill | R. Miller, Wells                                | 3:19   |        |        |        |        |        |        |
| 6.     | What Christmas Means to Me   | Anna Gordy Gaye (en), Allen Story, George Gordy | 2:25   |        |        |        |        |        |        |
| 46:31  |                              |                                                 |        |        |        |        |        |        |        |

### The Best of Stevie Wonder - The Christmas Collection
En 2004, Motown réédite l'album dans sa série 20th Century Masters, en ajoutant deux morceaux écrits par Ron Miller et Aurora Miller (B0002831-02)
| No  | Titre                         | Auteur                   | Durée |
| --- | ----------------------------- | ------------------------ | ----- |
| 13. | The Miracles of Christmas     | R. Miller, Aurora Miller | 2:24  |
| 14. | Everyone's a Kid at Christmas | R. Miller, A. Miller     | 2:46  |

### Autres éditions
L'album est réédité à de multiples reprises : en 1978, 1982, 1986, 1991 et 2015.
En 2009 en Europe, il est également édité sous l'intitulé Merry Christmas.

## Personnel
Crédits issus des notes de l'album :
- Stevie Wonder – voix, harmonica, claviers, percussions
- The Funk Brothers – instrumentation
- The Andantes (en)– chœurs
- The Originals (en) – chœurs

## Classements
| Classement                                    | Meilleure position | Note                                     |
| --------------------------------------------- | ------------------ | ---------------------------------------- |
| États-Unis (Billboard Top Holiday Albums)     | 34                 | 2020-2021, réédition de l'album original |
| États-Unis (Billboard Top Holiday Albums)     | 28                 | 2005-2020, édition 20th Century Master   |
| États-Unis (Billboard Top R&B/Hip-Hop Albums) | 38                 | 2004-2020, édition 20th Century Master   |
| États-Unis (Billboard 200)                    | 85                 | 2019-2020, édition 20th Century Master   |
| Suède                                         | 50                 | 2017-2018, réédition de l'album original |
| Pays-Bas                                      | 54                 | 2021, réédition de l'album original      |